# Ischyrotherium
Ischyrotherium is een geslacht van uitgestorven reptielen, benoemd door Joseph Leidy in 1856 voor fossielen uit de bruinkoolafzettingen in Nebraska, ruggenwervels en ribfragmenten. Oorspronkelijk beschouwd als herbivore walvisachtigen, wees Leidy het vervolgens opnieuw toe aan Sirenia als een familielid van zeekoeien, voordat Edward Drinker Cope het opnieuw classificeerde als een niet-zoogdier, en daarbij de nieuwe naam Ischyrosaurus suggereerde om de reptielenoorsprong beter te identificeren, aangezien hij het als een sauropterygiër beschouwde. Ischyrotherium werd gevonden naast materiaal van de hadrosauriër Thespesius, de schildpadden Compsemys en Emys en de vis Mylognathus. De naam Ischyrosaurus werd ook gebruikt door John Whitaker Hulke voor de sauropode die nu bekend staat als Ornithopsis manseli, omdat hij niet wist dat hij in beslag werd genomen door Cope.